# エシェデ鉄道事故

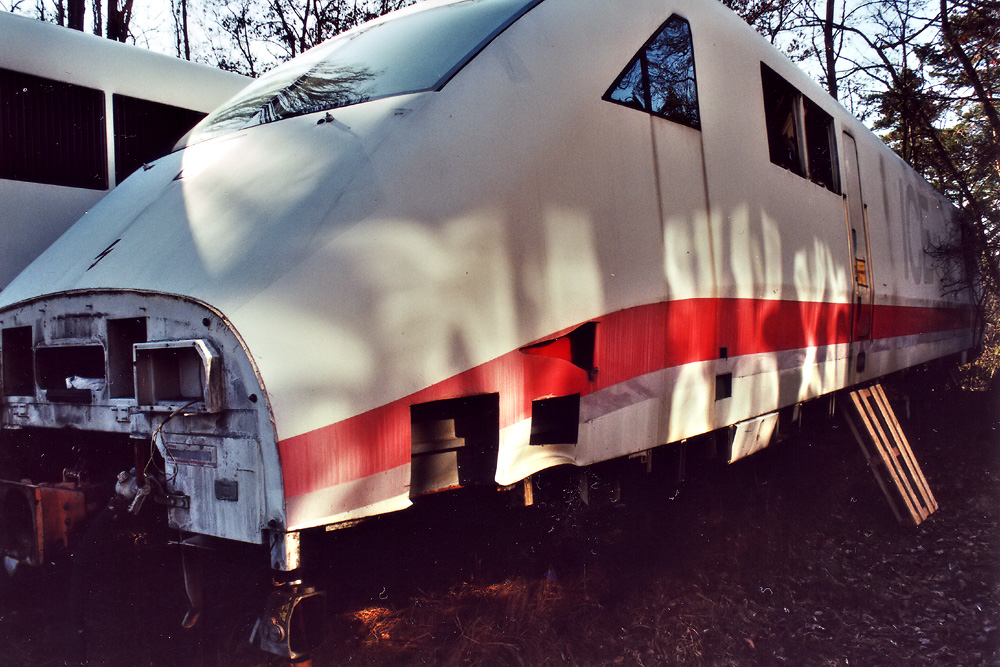
ニュルンベルクで保管されている401 551-7

エシェデ鉄道事故（エシェデてつどうじこ）は、1998年6月3日にドイツ・ニーダーザクセン州のエシェデ付近で発生した列車脱線事故である。高速列車のICEが車輪の破損により脱線してコンクリート製の道路橋橋脚に激突し、101人が死亡、88人が重傷を負った。
ドイツの鉄道史で最悪の鉄道事故であり、また世界で現在までに起きた高速鉄道の事故の中でも最悪の事故（死者が最も多い事故）である。

## 事故の経過
1998年6月3日、ミュンヘン発ハンブルク行きICE・884列車「ヴィルヘルム・コンラート・レントゲン」号（ICE 1、前後の動力車を含む14両編成）が、約200 km/hで走行中、エシェデ駅の手前550mで脱線し、道路橋の橋脚に衝突した。
事故現場はハノーファーから北に42 km、エシェデの跨線から約6 km手前の地点で、先頭2両目の1号車後位寄り台車の前方軸車輪の外輪が破断したと推定される。列車はそのまま走行し続けたが、陸橋の120m手前の分岐器で1号車の台車が脱線した。さらに、その120m先にある別の分岐器が脱線した台車の衝撃で切り換わり、衝撃で先頭動力車の連結器が外れ、2号車・3号車も脱線した。客車の1・2号車は道路橋を通過したが、3号車は後部が道路橋の橋脚に激突し、緊急ブレーキが作動した。
先頭動力車は脱線せず、約2 km先に停止した。1 - 3号車は脱線しつつも道路橋を通過し軌道上で停止。4号車は道路橋通過後に斜面の右側に横転し、衝撃で道路橋が崩落した。5号車は崩落した道路橋に押し潰され、6 - 12号車および後部動力車も折り重なる形で衝突した。

## 原因
原因は、ICE 1に使われていた弾性車輪の外輪のたわみによってできた金属疲労による亀裂である。
ICE 1は当初一体圧延車輪を採用していたが、台車にはコイルばねを使用していたため、振動と騒音、車輪の変形などが生じ、乗り心地の悪化に繋がっていた。そのためドイツ鉄道は内輪と外輪の間にゴムを挟んだ二重構造の弾性車輪を開発した。
この弾性車輪は乗り心地に優れる一方、外圧によって外輪に亀裂が生じやすい欠点がある。本来弾性車輪は、路面電車のような外圧の小さい低速の車両に使用されることが前提の車輪であり、外圧が大きい高速鉄道に適した車輪ではなかった。また、事故前日の当該車両の定期点検では外輪の摩耗具合が基準値を超えており車輪の交換を必要としていたが、この日の整備に関わった整備士が「乗り心地が少し悪くなる程度で問題ない」と判断し、車輪を交換せずに翌日の運用に充当させたことも原因である。
また、当時のICE 1には車輪や台車に異常が生じると非常ブレーキがかかるシステムが搭載されていなかった。
1997年には空気ばね台車が開発され、一体圧延車輪でも乗り心地の改善が可能になったため、第2世代のICE 2より再び一体車輪が採用された。しかし、ICE 1では弾性車輪のままとなっていたため、金属疲労により車輪が破損して在来線ポイントを切り替えてしまい、3両目以降が在来線に導かれて大事故を引き起こした。

## 影響、その後の出来事など
事故後、事故の原因となったICE 1の弾性車輪は全て一体車輪に交換されることになり、1999年6月末までに完了した。
この事故でドイツ製の鉄道車両への信用は失墜し、進行中だった台湾高速鉄道のプロジェクトでドイツ製の車両が除外される主な要因となり、結果として日本の新幹線の車両が選ばれた。
事故現場には慰霊のモニュメントなどを設けたメモリアルパークが整備されている。
- 事故現場近く、高速鉄道（右側）に接する場所につくられたメモリアルパーク（写真中央）
- 左写真のパーク内の慰霊碑。およびその背後を走る高速鉄道。
- 慰霊碑に接近した写真。犠牲者の名が刻まれている。
- 別の慰霊碑